# Los Veteranos II
Los Veteranos II est une census-designated place située dans le comté de Webb, dans l’État du Texas, aux États-Unis. Sa population s’élevait à 11 habitants lors du recensement de 2020.